# Юлий Валент Лициниан
Вижте пояснителната страница за други личности с името Валент.
Юлий Валент Лициниан (на латински: Iulius Valens Licinianus) e римски сенатор. През 250 г. той узурпира трона в Рим по времето на император Деций. След няколко дена е убит.
Не трябва да се бърка с Лициний, римски император (308 – 324).